# Arne Oldberg
Arne Oldberg (Youngstown (Ohio), 12 juli 1874 – Evanston (Illinois), 7 februari 1962 was een Amerikaanse componist en muziekdocent. 
In 1886 verhuisde het gezin naar Chicago, alwaar de muzikaliteit van de jongen werd ontdekt. Hij kreeg daarop pianolessen aan de Gottschalk Lyric School waar hij met lof in 1892 afstudeerde. Vervolgens studeerde Oldberg verder in Wenen bij Theodor Lechetizky. Hij kwam in 1895 terug naar Chicago en studeerde tot 1898 compositie en orkestratie bij Wilhelm Middelschulte (1863-1943), Carl Koelling (1831-1914) en Frederick Grant Gleason. In 1898 vertrok hij weer naar München (1898-1899) voor een tweejarige studie bij Josef Rheinberger aan de "Academie der Tonkunst". Vervolgens vestigde hij zich in Evanston van waaruit hij componeerde, lesgaf en recitals gaf, onder meer in Chicago zelf. 
Vanaf 1897 begon Oldberg te onderwijzen aan de Northwestern-universiteit, waar hij allerlei functies bekleedde: Professor piano en compositieleer (1901-1941), hoofd piano (1919-1941) en Hoofd afstuderen onderdeel muziek (1924-1941). In 1941 ging Oldberg met pensioen. Daarnaast zag hij nog tijd om muziekles te geven in Los Angeles, soms ook aan de Universiteit van Californië - Los Angeles. Bekendste leerling was Howard Hanson. De Oldbergs werden in hun woonplaats geëerd vanwege hun betrokkenheid in de gemeenschap. Het gezin bestond uit zeven personen: Arne, Mary Sloan (vrouw van; getrouwd 2 juli 1900), Eric, Karl, Elsa, Richard en Robert. Arnes vader Oscar Oldberg was eerste decaan Farmacie van de Northwestern-universiteit; Eric Oldberg werd Voorzitter van de Raad van Gezondheid van Chicago en was verbonden aan het Chicago Symphony Orchestra.

## Oeuvre
Het oeuvre van Oldberg valt in twee delen uiteen; zijn werken uit zijn jeugd (zonder opusnummer) en zijn serieuzere werken (met opusnummer): 
- Sinfonia in g klein
- Symfonie in F
- Symfonie in D "Festival";eerste uitvoering CSO, Earl Drake, 22 april 1902
- Sinfonietta nr. 6 in G groot
- Le Son du Cor voor hoorn en orkest
- Legende voor orkest
- Rapsodie nr. 2
- Sextet in bes klein voor strijkkwartet, hoorn en piano
- Trio in A (voor viool, altviool en cello
- Twee strijkkwartetten, een in c-mineur, een in D-majeur
- een verloren gegaan kwintet
- Pandora, een cantate voor sopraan, tenor, bariton, gemengd koor en orkest
- Valsette voor twee piano's
- opus 1: Preludium et toccata. c1896
- opus 2: Fantasia fugata. c1896
- opus 4: Petite gavotte. c1896;
- opus 5: Prelude. c1896
- opus 6: Erinnerung. c1896
- opus 7.1 A summer night: zeven toondichten voor piano, c1896
- opus 7.2 Lied zonder woorden, c1896
- opus 8: Suite characteristique, no. 2: voor piano, c1896
- opus 9: nr 3. The garden mole.
- opus 10: Strijkkwartet: Gavottedeel omgewerkt voor piano.
- opus 11: Thema en variaties
- opus 12: Fantasie en fuga van Johann Sebastian Bach in bewerking Oldberg
- opus 13: Drie stukken (2: Chanson triste ; 3 Capriccio). (1902)
- opus 14. La coquette. c1902
- opus 15: onbekend
- opus 16: onbekend
- opus 17: Pianoconcert in g-mineur; eerste uitvoering Chicago Civic Orchestra, o.l.v. componist met soliste Hilda Edwards, 25 maart 1923)
- opus 18: Serenade pastorale; een kwintet in Es-majeur voor piano, hobo, klarinet, hoorn en fagot
- opus 19: Thema en 11 variaties voor orkest; eerste uitvoering CSO, 10 januari 1913; werk ging met Eygenen Ysaye mee naar Brussel voor uitvoering en raakte verloren in de Eerste Wereldoorlog en kwam pas 20 jaar laten (1933) weer in Amerika
- opus 20: Onbekend
- opus 21: Dramatische Ouverture Paolo en Francesca (eerste uitvoering CSO 17 januari 1908)
- opus 22: Four Outdoor Songs voor contra-alt en orkest
- opus 23: Symfonie nr. 1[1] (componist ontving daarvoor een prijs van 500 Amerikaanse dollars)
- opus 24: Kwintet in cis-mineur voor piano en strijkkwartet
- opus 24; Concertino voor piano en kamerorkest
- opus 25: Thema en variaties voor piano
- opus 26: A Legend voor piano
- opus 27: Drie miniaturen voor piano (1.Badinage, 2.intermezzo, 3.Carrilon)
- opus 28: Pianosonate in bes mineur
- opus 29: Festival Ouverture (eerste uitvoering CSO o.l.v. Frederick Stock in Evanston op 3 juni 1909 tijdens zomerfestival
- opus 30: wederom bewerking van Bach
- opus 31: onbekend
- opus 32: Improvisaties voor piano I
- opus 34: Symfonie nr. 2 in c klein[2] (1912), eerste uitvoering Los Angeles juni 1915; CSO volgde op 24 maart 1916; opnieuw een prijs, ditmaal 1.000 Amerikaanse dollars
- opus 35: Symfonische variaties voor orgel en orkest in f-mineur; (1912) eerste uitvoering CSO 6 februari 1914 met Wilhelm Middelschulte (oud-leraar van Oldberg) aan het orgel
- opus 36: Juni Rapsodie in E-majeur (1913); CSO op 16 april 1915 Evanston
- opus 37: onbekend
- opus 38; Fantasie At Night in fis-mineur (1914); CSO 13 april 1917
- opus 39: Rapsodie nr. 2 (1918-1919) ; Evanston 5 juni 1919; dirigent: de componist
- opus 40: Variaties voor twee pianos en orkest in Fis-majeur (1927); eerste uitvoering met Hilda Edwards en componist achter de piano; Evanston Symphony Orchestra o.l.v. Harold Knapp
- opus 41: Symfonie nr. 3 in f-mineur; CSO 18 maart 1927
- opus 42: Symfonische variaties; eerste uitvoering CSO 1 juni 1929 o.l.v. F. Stock
- opus 43: Pianoconcert nr. 2 in A-majeur (1930) Hollywood Bowl-prijs van 1000 Amerikaanse dollars in 1932; eerste uitvoering in de Bowl, opnieuw met Hilda Edwards onder leiding van Frederick Stock 16 augustus 1932
- opus 44: Improvisaties voor piano II
- opus 45: Sonate voor cello of altviool en piano in D-majeur (1933)
- opus 46:Vioolconcert in d-mineur (1933) (gecomponeerd in Los Angeles); er is ook een versie als celloconcert;
- opus 47: De zee, voor orkest
- opus 48: Sinfonia
- opus 48: Sonate voor viool en piano in G-majeur (1936) (ook voor cello opus 48A)
- opus 49: Zes variaties voor orkest (1939)
- opus 50: Symfonie nr. 4
- opus 51: Sonate voor viool en piano in a-mineur (1942)
- opus 52: Pianoconcert nr. 3 in a-mineur (1942); eerste uitvoering Mary-Louise Boehm met het Chicago Civic Orchestra
- opus 53.1: Ballade voor orkest
- opus 53.2: Trois chansons françaises
- opus 54: Symfonie nr. 5 in e klein
- Symfonie nr. 6
- Symfonie nr. 7 in c klein
- KO (Karl Oldberg-nummering) 1a. St. Francis of Assisi: Prayer; Hymn to creation
- KO 2. Valsette, 1937
- KO 3. Danza, all 'antica
- KO 4. Prelude, 1945
- KO 5. Sonatina
- KO 6. Arabesque, 1953
- KO 11. Trio A dur für Violine, Bratsche und 'Cello
- KO 17. Fantasia, 1948
- KO 19. Sextet voor strijkkwartet, hoorn en piano
- KO 20. Le son du cor, voor acht hoorns in F.
- KO 21a, 21b. Bewerking van Beethoven: Twee stukken voor zes hoorns in F: Adagio, op. 13; Allegretto, op. 27, #2. Gearrangeerd voor blazers
- KO 22. Antonio Lotti. Crucifixus. gearrangeerd voor achtstemmig "hoornkoor"
- KO 25. Serenade voor hoorn en piano (was Le Son du Cor)
- KO 26. The cricket, op. 9, #2.
- KO 28. Yesterday

## Discografie
Anno 2010 is er slechts één opname voorhanden:
- pianosonate opus 28 op Albany Records

## Bron
- internet 20 januari 2010
- programma Symfonie nr 4 ter beschikking gesteld door het Chicago Symphony Orchestra